# Hatvan
Hatvan  este un oraș în districtul Hatvan, județul Heves, Ungaria, având o populație de 20.720 de locuitori (2011). 

## Demografie
Componența etnică a orașului Hatvan
     Maghiari (96,08%)
     Romi (2,2%)
     Necunoscut (0,61%)
     Alții (1,11%)
Componența confesională a orașului Hatvan
     Romano-catolici (50,56%)
     Fără religie (13,49%)
     Reformați (3,62%)
     Luterani (1,14%)
     Atei (1,06%)
     Necunoscută (29,79%)
     Alte religii (1,57%)
Conform recensământului din 2011, orașul Hatvan avea 20.720 de locuitori. Din punct de vedere etnic, majoritatea locuitorilor (96,08%) erau maghiari, cu o minoritate de romi (2,2%). Apartenența etnică nu este cunoscută în cazul a 0,61% din locuitori.  Din punct de vedere confesional, majoritatea locuitorilor (50,56%) erau romano-catolici, existând și minorități de persoane fără religie (13,49%), reformați (3,62%), luterani (1,14%) și atei (1,06%). Pentru 29,79% din locuitori nu este cunoscută apartenența confesională.